# معركة أندروس (246 قبل الميلاد)
كانت معركة أندروس معركة بحرية غامضة خلال الحرب السورية الثالثة. لقد خسر الأسطول المصري، مع تفوقه العددي والذي ربما كان بقيادة صوفرون من أفسس، أمام أسطول مقدوني بقيادة أنتيغونوس الثاني غوناتاس. لقد فَقد القبطان المصري بطليموس أندروماتشو، وهو أخ غير شقيق غير شرعي للفرعون، سفينته وطاقمه وهرب بالكاد إلى أفسس.
تاريخ المعركة غير مؤكد، ولكن بشكل عام يتم قبول العام 246/245 قبل الميلاد. بعد المعركة، فقد الملك المصري بطليموس الثالث سيطرته على رابطة سكان الجزر لأنتيغونوس الثاني غوناتاس.